# Vivo sospesa (singolo)
Vivo sospesa è un singolo della cantautrice italiana Nathalie, pubblicato il 16 febbraio 2011 come primo estratto dal primo album in studio omonimo.
Scritto dalla stessa interprete, con questo brano ha partecipato al Festival di Sanremo 2011. Nella serata del 18 febbraio 2011 Nathalie ha interpretato il brano sul palco del teatro Ariston insieme alla cantautrice L'Aura. Durante il Festival, al quale si è classificato 7º, il brano è stato diretto da Lucio Fabbri.

## Il brano
Il brano ha una melodia folk ed un arrangiamento di batteria ispirato ai Coldplay. In un'intervista la cantautrice ha affermato che il testo della canzone descrive un momento di sospensione, nel quale «tutto può succedere e si può ancora agire».

## Tracce
Download digitale
1. Vivo sospesa – 3:33 (Nathalie)

## Video musicale
Il videoclip del brano, diretto da Roberto Saku Cinardi, è stato mostrato in anteprima assoluta sul portale web di MSN a partire dal 18 febbraio 2011. Protagonista del video è una bambina che cammina attraversando una città nella quale è in corso una violenta guerra.

## Classifiche
| Classifica (2011) | Posizione massima |
| ----------------- | ----------------- |
| Italia            | 7                 |